# 조역

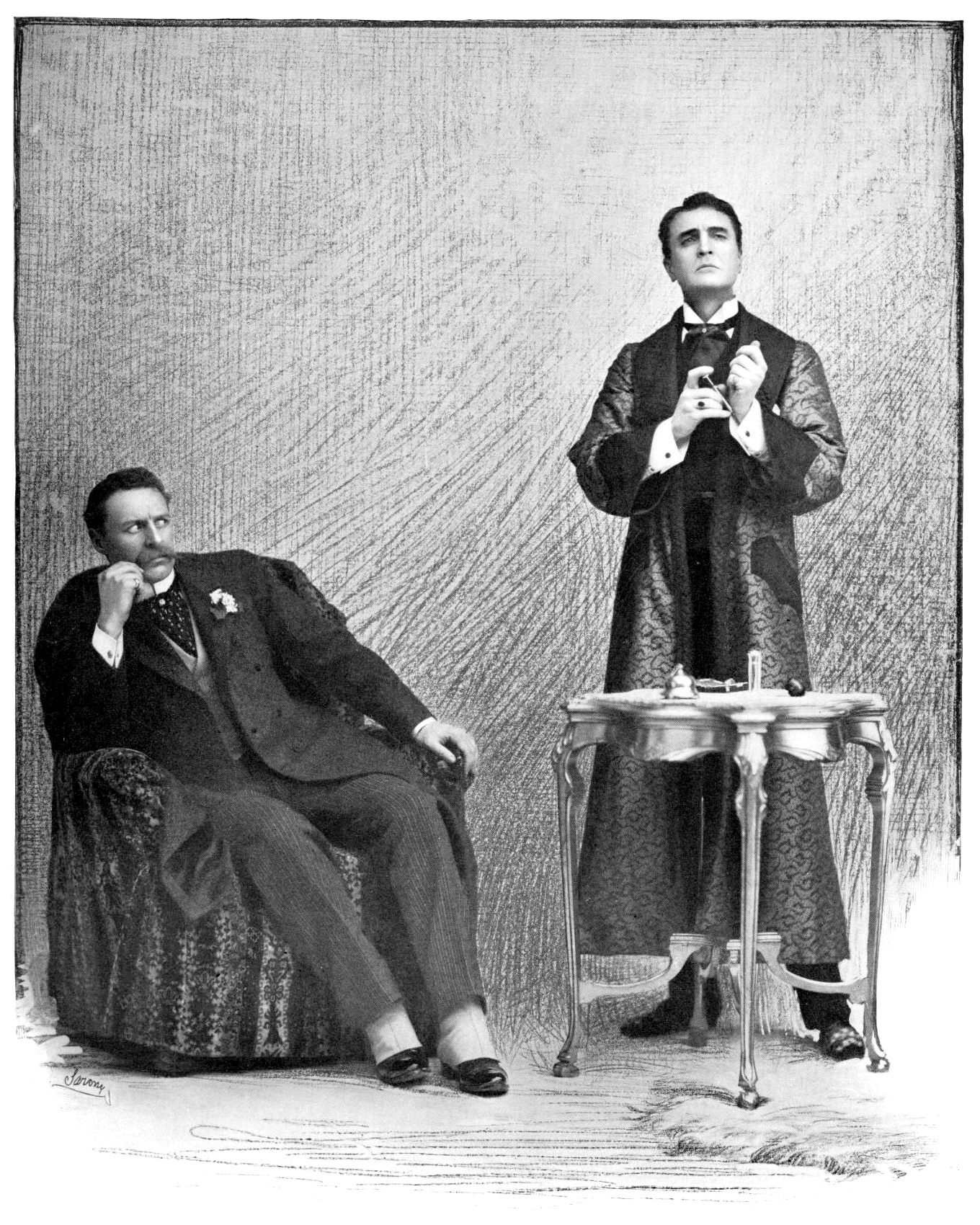
셜록 홈즈 (오른쪽) 이야기의 조연인 왓슨 박사(왼쪽)

조역(助役)은 이야기에서 주요 플롯의 초점이 아니지만 플롯이나 주인공에게 중요하며, 단순히 단역 또는 카메오 출연 이상의 역할을 하기 위해 이야기에 충분히 등장하거나 언급되는 등장인물이다. 조역은 자신만의 복잡한 배경 이야기, 욕망, 감정을 가지고 있다는 점에서 단역과 다르다. 이는 주로 주인공과 관련이 있지만, 완전히 독립적이지는 않다. 발전된 조역은 이야기와 주인공에게 층위와 차원을 더한다. 이러한 배경 이야기는 플롯을 증가시키거나 주인공을 더 발전시킬 수 있다. 다른 조역은 다른 역할을 한다. 조역의 일반적인 유형에는 연애 대상, 반동인물, 가장 친한 친구, 멘토, 사이드킥, 코믹 릴리프, 간병인이 포함된다. 각 조역은 플롯을 진행하고 갈등을 불러오는 자신만의 역할을 가지고 있다. 종종 조역은 다른 트로프(인물 유형)로 넘어갈 수 있다. 잘 알려진 조역의 예로는 셜록 홈즈 이야기의 존 H. 왓슨, 슈렉 (프랜차이즈) 영화의 동키 (슈렉), 해리 포터 프랜차이즈의 론 위즐리가 있다. 어떤 유형의 조역이든, 그들은 모두 주인공이 목적을 달성하고, 이야기를 진행시키거나, 개인적인 성장을 이루는 데 도움을 준다. 조역은 지지자, 반동인물, 정보원이라는 세 가지 넓은 범주에 속한다.
지지자는 간병인, 연애 대상, 코믹 릴리프, 친한 친구를 포함한다. 그들은 일반적으로 주인공에게 중요하기 때문에 종종 반동인물의 표적이나 희생자가 된다. 또한 그들은 대화와 관계를 통해 주인공을 특징짓는다. 그들은 주인공에게 도움, 동반, 신체적 또는 감정적 지원을 제공한다. 해리 포터 시리즈의 론 위즐리와 헤르미온느 그레인저가 지지자의 예이다.
반동인물은 주인공의 반대편에 서서 이야기의 갈등 역할을 한다. 그들은 주인공에게 도전하고 교훈을 가르치는 데 도움을 준다. 조커 (DC 코믹스)는 배트맨 시리즈에서 인기 있는 반동인물이다.
정보원은 개인적인 성장이나 정보 탐색 과정에서 주인공을 돕는 등장인물이다. 그들은 멘토, 가이드 또는 메신저가 될 수 있다. 그들은 주인공이 여정의 갈림길에 있을 때 지혜와 방향을 제공한다. 스타워즈 프랜차이즈의 요다가 정보원의 예이다.
텔레비전에서 조역은 시즌당 에피소드의 절반 이상에 출연할 수 있다. 어떤 경우에는, 특히 만화책과 텔레비전 프로그램과 같은 연재물에서, 조역 자체가 관객으로부터 충분한 인기를 얻으면 스핀오프에서 주연이 될 수도 있다.

## 같이 보기
- 조연
- 단역
- 주역